# Alegoria dos continentes

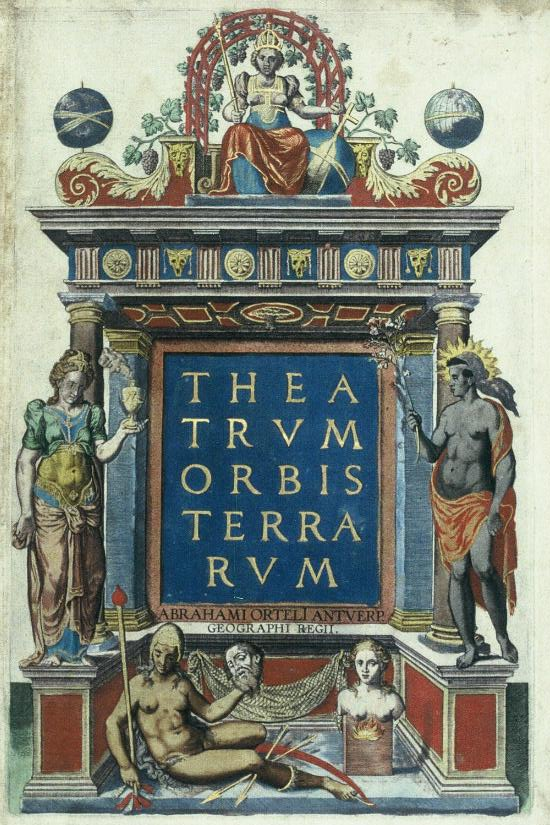
Theatrum Orbis Terrarum Titlepage (cropped)

A Alegoria dos continentes é uma forma de representação alegórica de gravuras e ilustrações que expressam algumas características, geralmente estereotipadas, de quatro continentes – América, África, Ásia e Europa. No século XVI, quando essa forma de representação foi criada, a Oceania ainda não era reconhecida como um continente. As alegorias, que representavam a visão europeia, criaram uma hierarquia dos continentes que estruturou os estereótipos étnicos europeus no período da expansão oceânica e serviram para justificar algumas formas de discriminação e segregação. Essa hierarquização foi influenciada pela experiência colonial que a Europa viveu ao longo do século XVI e que, através de tratados geográficos e relatos de viagens, alimentou muitos preconceitos étnicos que perdurariam por muito tempo, como a selvageria dos povos da América em contraste com a ordem e civilidade dos povos europeus – não raro, os outros continentes são representados como subservientes à Europa. Essa forma de representação teve início no século XVI, tornando-se mais comum nos séculos XVII e XVIII. A primeira grande referência pode ser encontrada no livro Theatrum Orbis Terrarum, de Abraham Ortelius.

## Alegorias

### Europa
O uso da personificação dos quatro continentes em pinturas, representações cartográficas e ilustrações de livros é intensificado nos séculos XIV a XVI graças à exploração ultramarina da Europa. A descoberta de novos territórios com as viagens de Cristóvão Colombo à América (1451-1506) e de Vasco da Gama à Índia (1469-1524) permitiu o contato com povos e culturas diferentes, o que ocasionou profundas mudanças em vários aspectos da sociedade
europeia e em sua visão do mundo. O centro do mapa mundi, na cartografia, mudou de Jerusalém para o chamado “Velho Mundo”, reafirmando sua superioridade em relação aos outros continentes. Nas figuras do atlas de Abraham Ortelius (1570), a Europa é a única que está vestida, calçada e sentada; ela se encontra acima de todas as outras, com dois globos de cada lado, que representam seu domínio no campo celestial e terreno. Diversos outros símbolos estão presentes para mostrar seu poder, como o cetro em sua mão direita, a coroa imperial e as videiras crescendo em uma treliça em formato de arco para representar a fertilidade.
O impacto da ilustração de Ortelius nas representações artísticas europeias no início da era moderna é profundo. O norueguês Adriaen Collaert desenhou suas próprias representações femininas a partir do trabalho de Ortellius e sua Europa está à frente de um campo próspero com agricultura e criação de gado, enquanto, ao fundo, ursos com mosquetes e lanças representam a guerra, claramente em posição elevada em relação aos outros continentes. Outra importante obra é o afresco pintado por Giambattista Tiepolo no teto do Salão da Escadaria na Residência de Würzburgo, na Alemanha, em 1753. Na pintura, a Europa é o único continente que é coroado, possui vestes ricas e com ornamentos sóbrios. O cavalo, a cruz, a música, a pintura e um canhão são elementos que representam traços positivos da cultura europeia, enquanto os outros continentes aparecem com estereótipos e símbolos de inferioridade, como a ideia de canibalismo que cerca a América.

### Ásia
A alegoria da Ásia é dividida entre os indianos, os muçulmanos, os chineses e os japoneses. Os europeus tinham preconceitos étnicos contra os hindus e acreditavam que os indianos eram "idólatras que serviam de toda variedade de ritos" , adoravam animais, como vacas e macacos, representando-os com braços, pernas, cabeças e caudas considerados demoníacos ; dizia-se também que eles eram "supersticiosos" e que "faziam venenos", além de estarem "dispostos a cometer qualquer tipo de crime" . O preconceito dos europeus contra os muçulmanos começou a partir da queda de Constantinopla, capital do Império Bizantino, quando os turcos passaram a ser vistos como pessoas vis e animalescas, e também se devia ao “despotismo”, pela “licenciosidade” e pela “superstição” . Tavernier dizia que o governo da Pérsia era puramente despótico ou tirano, que os muçulmanos eram supersticiosos por darem rédeas livres à imaginação e à malícia  e criticava a licenciosidade sexual por eles poderem casar com mais de uma mulher . Por outro lado, não havia tanto preconceito contra os chineses e os japoneses. Gaspar da Cruz admirava os chineses e dizia que eles superavam os outros asiáticos , discorrendo sobre a competência da população, sendo a idolatria e a superstição seus maiores “defeitos” ; dizia-se também que os japoneses eram curiosos, que tinham grande capacidade de aprendizagem e que eram superiores aos indianos .

### África
A história do príncipe Jalofo Bemoim resume a relação entre a Europa e o continente africano. Bemoim havia sido deposto do território de Senegal, “onde os portugueses comerciavam escravos e ouro” ; ao pedir auxílio ao rei de Portugal, D. João II, foi recebido com honrarias e conquistou o rei ao declarar vassalagem à Coroa lusitana, além de se converter ao cristianismo. Porém, em uma viagem de volta ao rio Senegal, o capitão da tripulação o matou, alegando desconfiança. Ao saber da notícia, o rei ficou revoltado, mas “não se atreveu a castigar o capitão” . O episódio demonstra um ponto muito forte na cultura portuguesa em relação ao preconceito que havia na sociedade da época. A partir disso, é importante apresentar os primeiros contatos feitos com o Congo, feitos no período de 1480 – 1490. A investida portuguesa resultou na conversão dos reis congoleses ao cristianismo, seguida pela da família real, fazendo com que a expansão da fé cristã ganhasse força e causasse desavenças entre a realeza, já que alguns membros não concordavam com esse posicionamento. Ao longo do tempo, os portugueses ganharam força no território congolês, causando futuros abusos por parte dos europeus. O envolvimento com o comércio escravagista e a mudança de tratamento entre os povos foi notória ao longo dos séculos . Durante as expansões da fé cristã, nas décadas de 1650 e 1660, Giovanni Antônio Cavazzi, escreveu um relato sobre o que vivenciou e suas impressões “num capítulo dedicado aos ‘defeitos naturais e morais dos habitantes’, Cavazzi proclamava estar prestes a descrever ‘coisas estranhas’, as quais ‘o barbarismo torna abomináveis’” ; assim, ele descreveu o que acreditava ser a cultura africana, e fez uma lista de sua leitura em relação aos costumes observados. Vale ressaltar que o canibalismo era praticado por alguns povos e extremamente criticado. Olfert Dapper, também abordou o tema, em 1668, porém em uma visão de mundo mais abrangente, reconhecendo a variedade ética do continente africano. A alegoria da África retrata o lugar do africano negro em terras europeias e sua desclassificação como alguém confiável, ou de respeito. Em sua maior parte, ele era tratado com chacota e inferiorizado.

### América
A alegoria da América é essencialmente voltada para o canibalismo, termo que foi usado pela primeira vez por Cristóvão Colombo, em sua vinda para o “Novo Mundo”, para se referir aos costumes dos nativos americanos. Segundo ele, os indígenas possuíam "longos cabelos presos em toucadas de penas e andavam com arcos e flechas" ; eram também "extremamente preguiçosos" , desordeiros e ignorantes, além de serem considerados selvagens por andarem nus, "pintarem seus corpos para guerrear" e terem tatuagens e piercings . Para corroborar o que foi dito por Colombo, Américo Vespúcio alegava que uma das comunidades indígenas vivia de carne humana e que havia visto atos de canibalismo entre os nativos com seus próprios olhos . Tudo isso causava um grande impacto na Europa, levando as pessoas a terem uma visão negativa sobre os nativos americanos  e sobre o continente em si, até o século XX .

### Oceania
O contexto em que as alegorias dos continentes são definidas e perpetuadas, por volta de 1570, na época renascentista, abrangia apenas quatro continentes: África, América, Ásia e Europa. O descobrimento da Oceania se dá tardiamente pelos europeus, por volta de 1770, quando o denominam “mundo novo”, e só é reconhecida como continente em 1794. Assim, no contexto em que as alegorias foram definidas e perpetuadas, ela não era considerada um continente, e por isso não é
representada nas artes que compõem as alegorias.

## Galeria

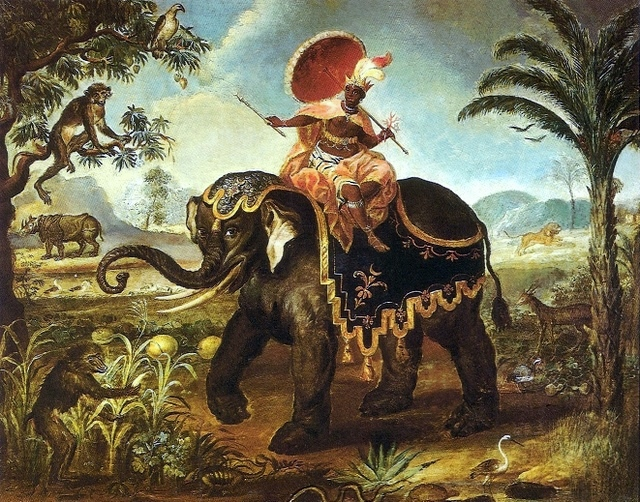
José Teófilo de Jesus: África, Museu de Arte da Bahia
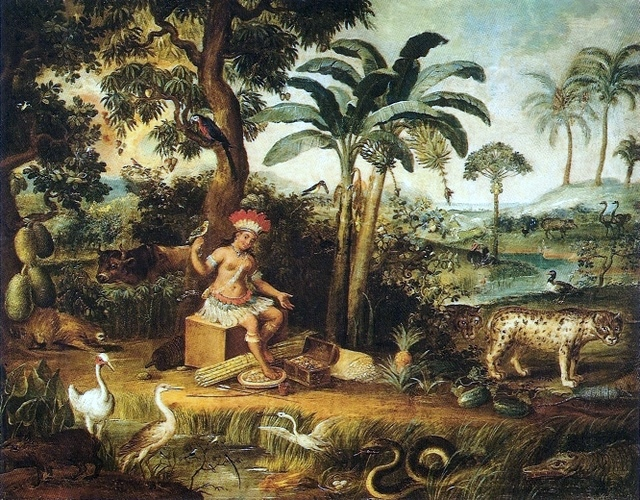
José Teófilo de Jesus: América, Museu de Arte da Bahia
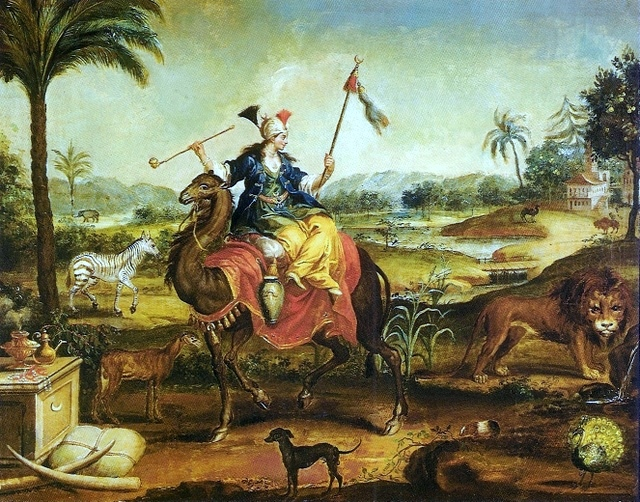
José Teófilo de Jesus: Ásia, Museu de Arte da Bahia
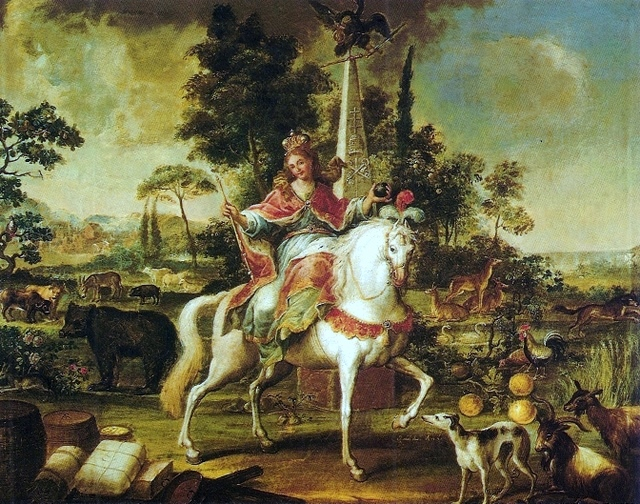
José Teófilo de Jesus: Europa, Museu de Arte da Bahia
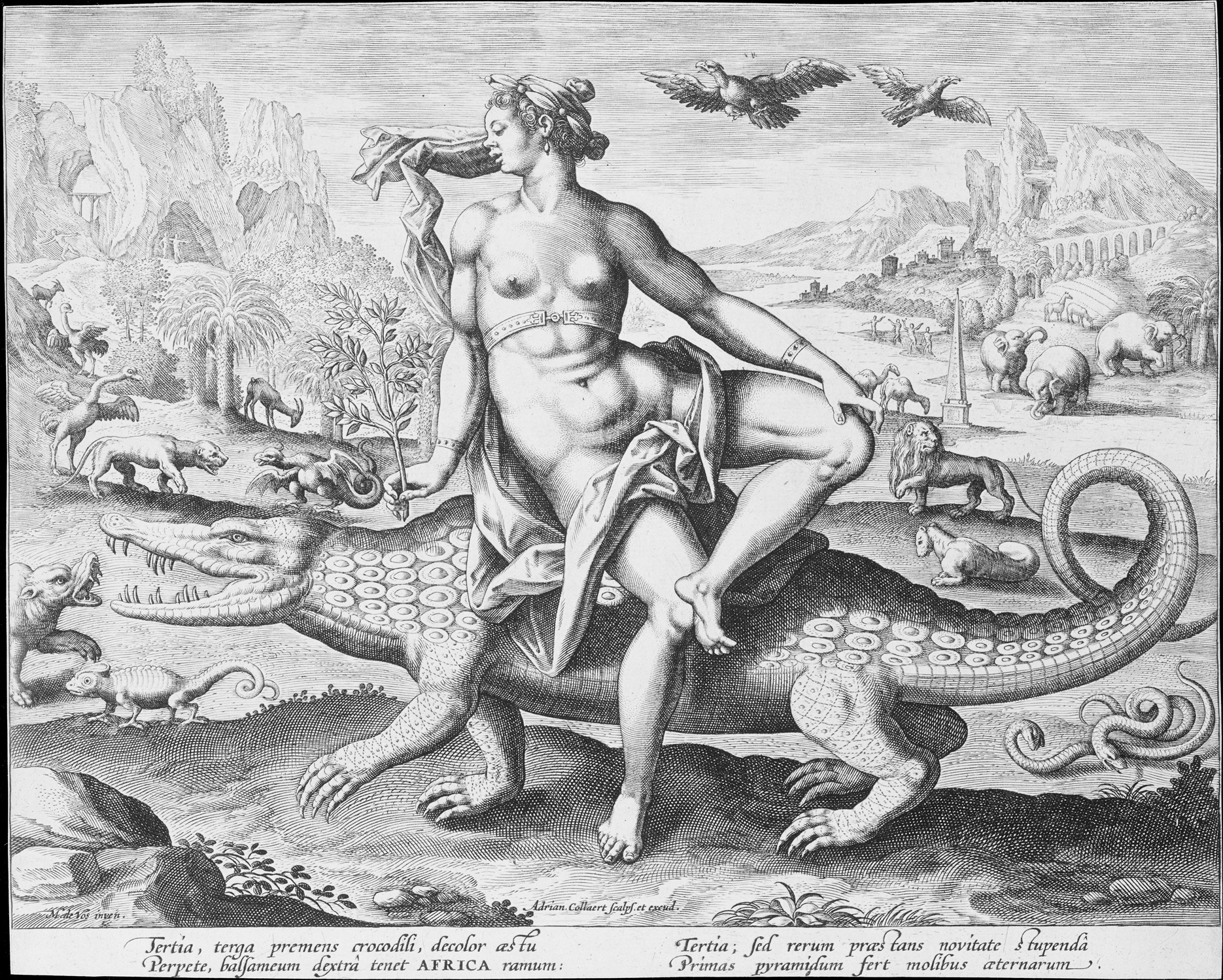
Adriaen Collaert, África,
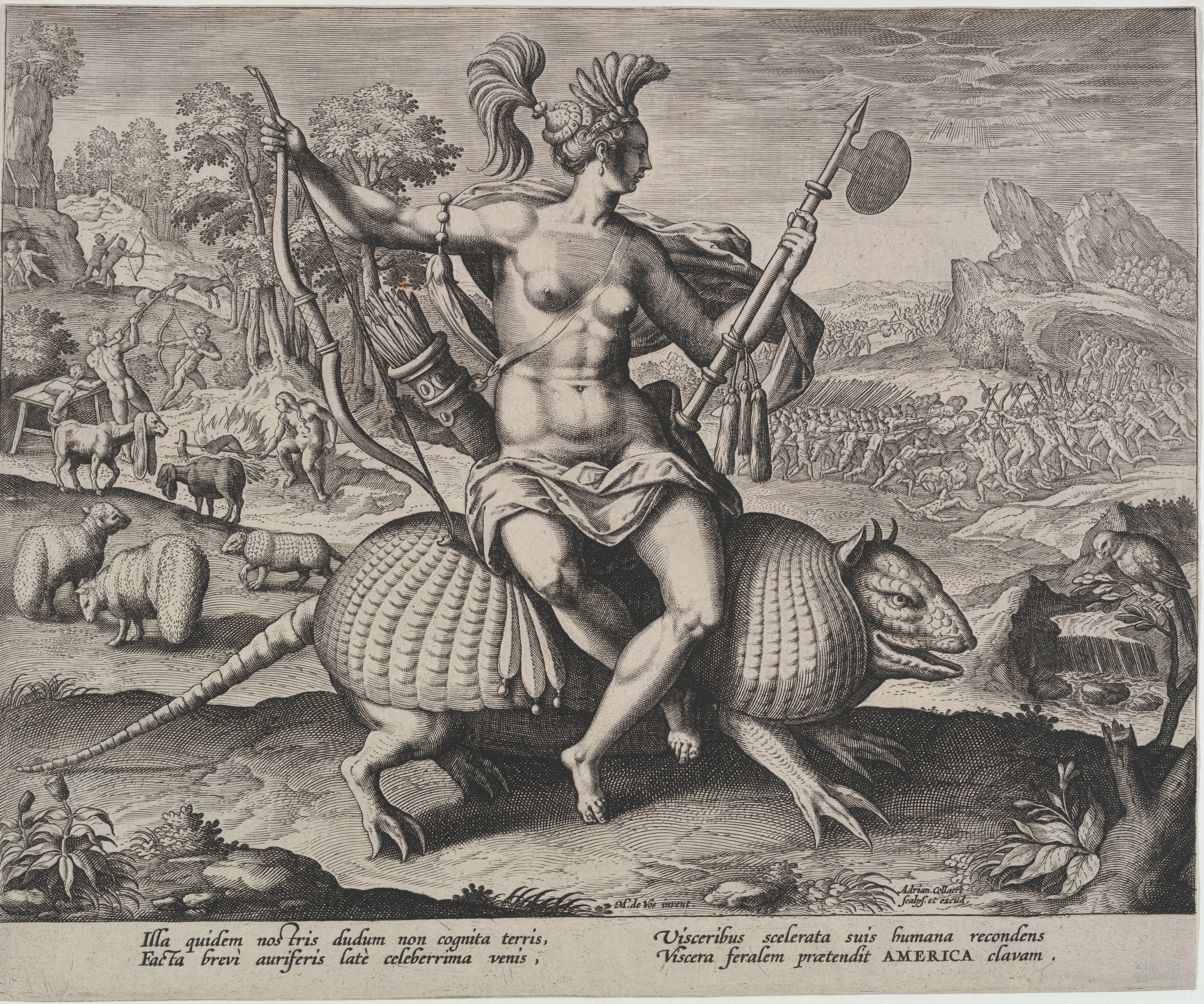
Adriaen Collaert, América,
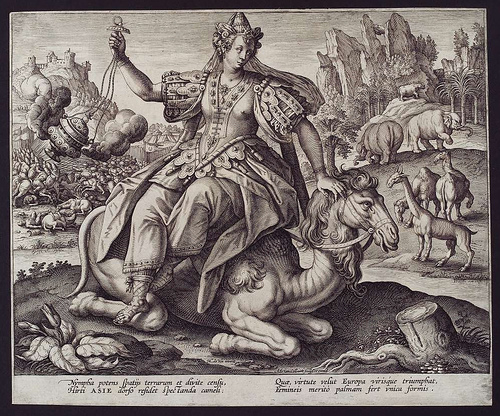
Adriaen Collaert, Ásia,
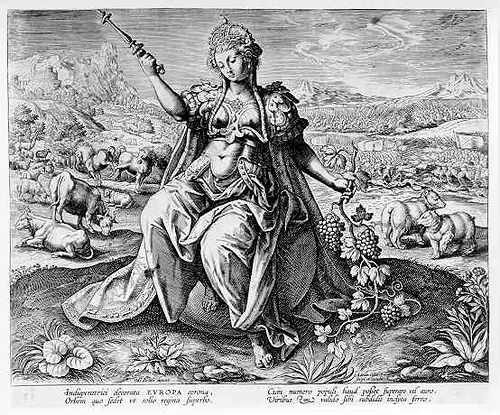
Adriaen Collaert, Europa,
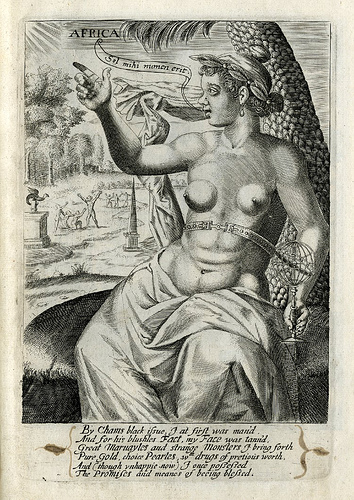
John Stafford, África, British Museum
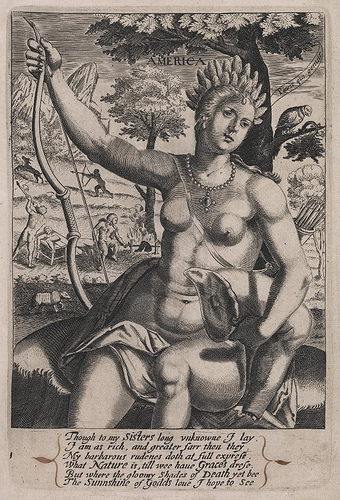
John Stafford, América, British Museum
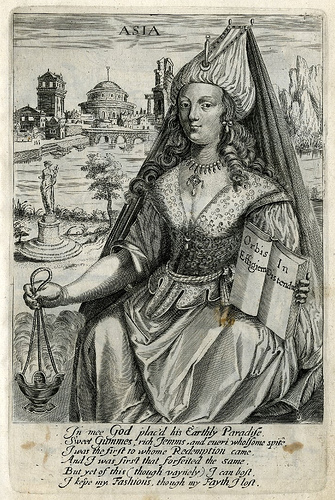
John Stafford, Ásia, British Museum
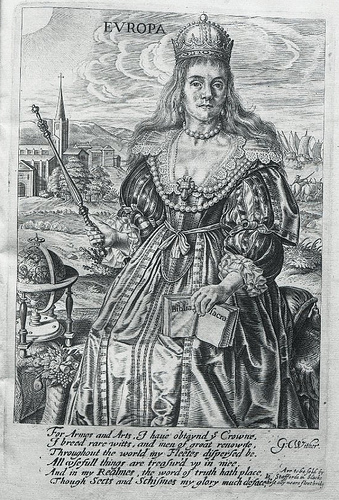
John Stafford, Europa, British Museum